# Kazakhstanais
Ne doit pas être confondu avec Kazakhs.
Kazakhstanais désigne tous les citoyens du Kazakhstan, quelle que soit leur appartenance ethnique. 
Selon une distinction héritée de l'administration soviétique, l'État du Kazakhstan reconnaît en effet la « nationalité » de ses citoyens (leur appartenance ethnique), notion distincte de celle de « citoyenneté ». Ainsi, le cycliste Alexandre Vinokourov n'est pas considéré dans son pays d'origine comme un Kazakh mais comme un Russe kazakhstanais. Le gentilé kazakhstanais n'est pas reconnu officiellement en français, mais utilisé par les diplomates ou les géographes.